# Fornelli
Fornelli ist eine italienische Gemeinde (comune) mit 1792 Einwohnern (Stand 31. Dezember 2023) in der Provinz Isernia in Molise und ist Mitglied der Vereinigung I borghi più belli d’Italia (Die schönsten Orte Italiens). Die Gemeinde liegt etwa 7,5 Kilometer westnordwestlich von Isernia. Die östliche Gemeindegrenze ist die Vandra.

## Geschichte
Die Ortschaft Fornelli wird erstmals im Oktober 981 urkundlich erwähnt. Neben der Pest 1656 suchten die Gemeinde im Laufe der Geschichte zahlreiche Erdbeben heim.